# Hey, Hey, Rise Up!
«Hey, Hey, Rise Up!» (també escrita «Hey Hey Rise Up») és una cançó de la banda de rock britànica Pink Floyd, publicada el 8 d'abril de 2022. Es basa en un himne ucraïnès de 1914, «Oh, el viburnum vermell al prat» i compta amb la veu en ucraïnès del músic ucraïnès Andrí Khlivniuk. La cançó és la primera peça gravada per Pink Floyd des de 1994; el guitarrista David Gilmour es va inspirar per gravar-ho en suport a Ucraïna durant la invasió russa de 2022.

## Antecedents

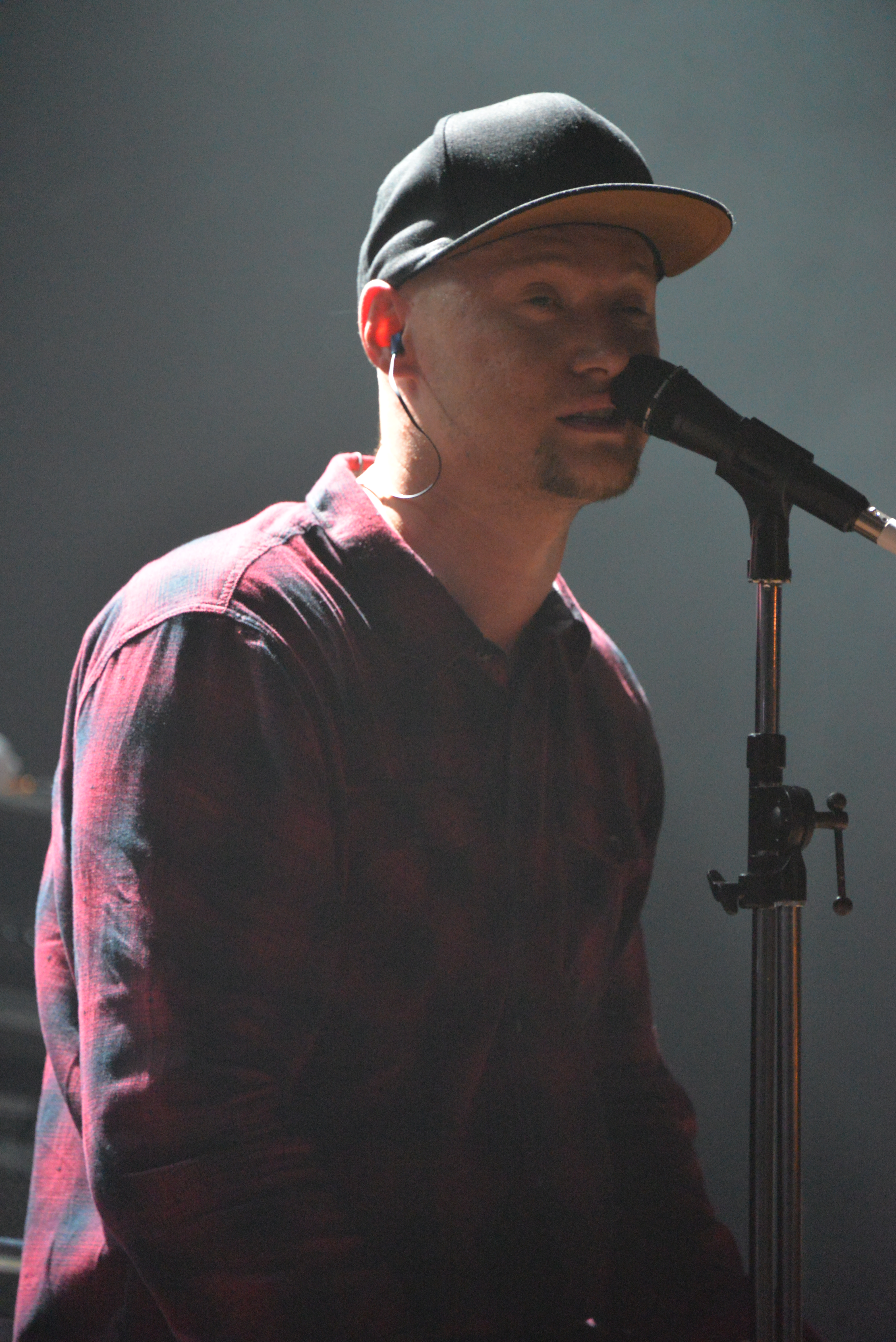
Andriy Khlyvnyuk, vist el 2015

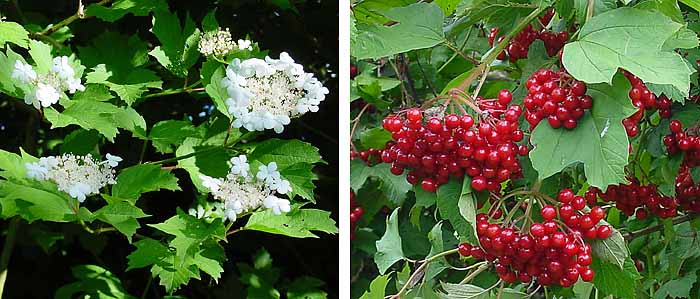
Inflorescències i infructescències del Viburnum opulus

El febrer de 2022, el cantant ucraïnès Andrí Khlivniuk, que havia abandonat una gira pels Estats Units de la seva banda BoomBox per servir a l'exèrcit ucraïnès en resposta a la Invasió russa d'Ucraïna el 24 de febrer, va enregistrar una versió a cappella de la primera estrofa de l'himne ucraïnès "Oh, the Red Viburnum in the Meadow" (ucraïnès: Ой у лузі червона калина). L'himne va ser escrit per Stepan Charnetsky el 1914 per commemorar els Sich Riflemen. Khlivniuk, vestit amb roba militar i amb un rifle automàtic, va gravar la seva actuació a plaça Sofia a Kíiv, amb el Campanar de la catedral de Santa Sofia al fons, i la va publicar a Instagram  el 27 de febrer.
El guitarrista de Pink Floyd David Gilmour va mostrar la publicació d'Instagram de l'artista ucraïnesa Janina Pedan, que està casat amb el seu fill Charlie, i es va inspirar per gravar alguna cosa en suport d'Ucraïna a la guerra russo-ucraïnesa en curs. Va contactar amb el bateria de Pink Floyd Nick Mason i va suggerir que col·laboressin. Pink Floyd havia estat inactiu durant diversos anys, i Gilmour havia dit diverses vegades que la banda no es reuniria; no obstant això, la guerra el va animar a editar la cançó com a Pink Floyd ja que era una "gran plataforma" i era "de vital importància" per conscienciar sobre la guerra. Va dir:
| «                | És una cosa realment difícil i frustrant veure aquest atac extraordinàriament boig i injust d'una potència important a una nació independent, pacífica i democràtica | » |
| — David Gilmour. | |   |

Khlivniuk, mentre es recuperava a l'hospital de les ferides de metralla patides en defensa d'Ucraïna, va donar a Gilmour la seva benedicció per utilitzar la seva veu. Gilmour va escriure música addicional, inclòs un solo de guitarra.
Gilmour havia estat recolzat anteriorment per BoomBox (sense Khlivniuk) el 2015, a l'espai musical KOKO de Londres, en suport del Teatre Lliure de Belarús.

## Enregistrament

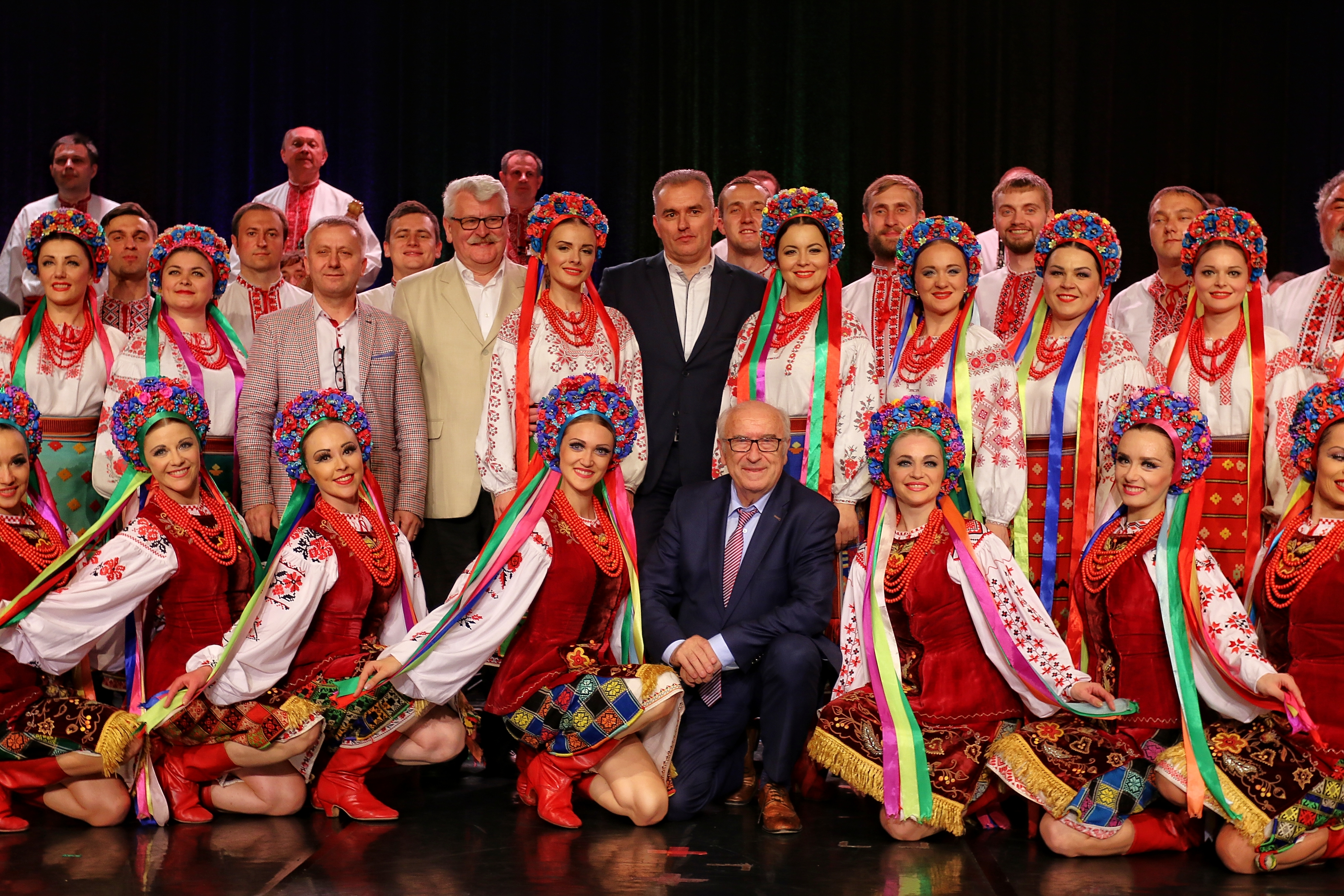
El Veryovka Ukrainian Folk Choir el 2018

"Hey, Hey, Rise Up!" es va gravar el 30 de març de 2022 a casa de Gilmour per part de Gilmour i Mason amb Guy Pratt, baixista de Pink Floyd des de 1987, i el teclista Nitin Sawhney. Va ser el primer treball de Sawhney amb Pink Floyd. Gala Wright, la filla del difunt teclista de Pink Floyd i membre fundador Richard Wright, també va estar present durant l'enregistrament.
El títol de la cançó prové de l'última línia de "Oh, the Red Viburnum in the Meadow", que algunes traduccions donen com "Ei, ei, aixeca't i alegra't".
La cançó s'obre amb una mostra d'un altre enregistrament de "Oh, the Red Viburnum in the Meadow", del Veryovka Ukrainian Folk Choir.

## Vídeoclip

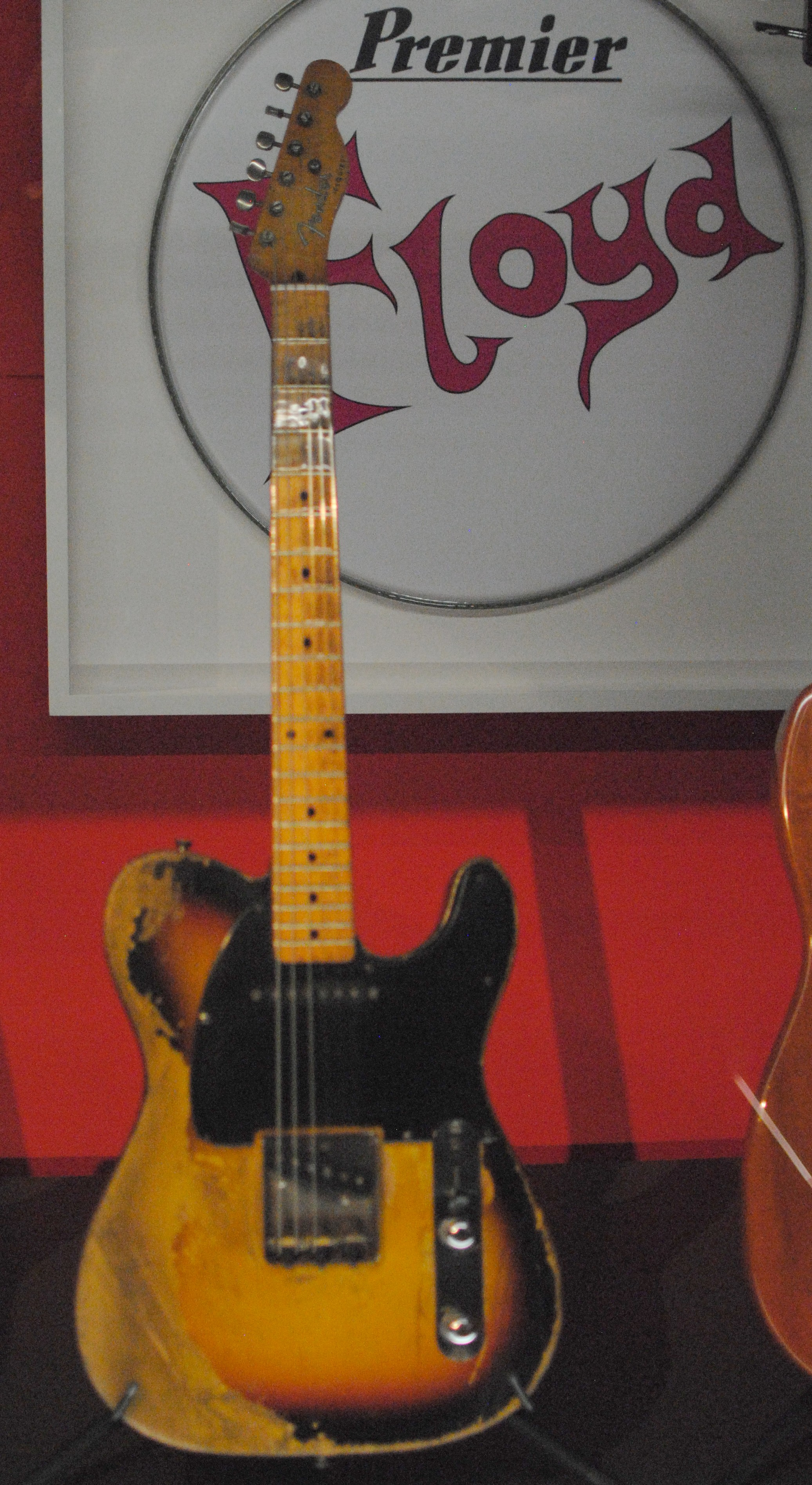
La Fender Esquire de 1952 de Gilmour, anomenada "the Workmate", utilitzada en la cançó i en el videoclip

El vídeo musical va ser dirigit per Mat Whitecross, enregistrat el 30 de març, en un plató dissenyat per Pedan. Al vídeo, la banda toca mentre es projecta darrere d'ells el vídeo de la plaça Sofia de Khlivniuk. L'actuació s'entrellaça amb escenes de danys causats per la guerra, supervivents i refugiats a Ucraïna. Els tambors de Mason estan decorats amb reproduccions d'una pintura de Maria Primachenko, una artista ucraïnesa, diverses de les obres de la qual van ser destruïdes en un incendi provocat pels bombardejos russos durant la invasió.

## Portada
L'obra gràfica del senzill mostra el logotip d'un grup (a l'estil de les lletres de Gerald Scarfe per a The Wall) amb el model de la bandera d'Ucraïna al costat d'un gira-sol, la flor nacional d'Ucraïna, en una pintura del 2019 de l'artista cubà Yosan Leon. L'elecció de la flor també fa referència a una observació d'una dona ucraïnesa que es va veure lliurant llavors de gira-sol als soldats russos en els primers dies de la invasió, dient-los que portessin les llavors a les butxaques perquè els gira-sols creixessin dels seus cadàvers.

## Publicació i recepció
La cançó es va publicar als serveis de streaming el 8 d'abril de 2022 i és el primer material recentment gravat de Pink Floyd des de The Division Bell de 1994, i el seu primer des de l'àlbum de 1983 The Final Cut que es va gravar sense Richard Wrigh. Els ingressos provinents de "Hey, Hey, Rise Up!" aniran a l'organització benèfica Ukraine Humanitarian Relief Fund.
El periodista musical Mark Savage de BBC News va elogiar la cançó, dient que estava "construït al voltant d'una tornada que fa un pessigolleig a la columna vertebral" de Khlivniuk. Khlivniuk va dir que la cançó era "fabulosa" i va agrair a Pink Floyd els seus esforços. Alguns fans van considerar que era inadequat per part del grup llançar música com Pink Floyd sense els antics membres Syd Barrett, Richard Wright o Roger Waters. El periodista de Classic Rock, Fraser Lewry, no va estar d'acord i va escriure: "Quan milers de persones han mort i milions han fugit de les seves cases, lamentar-se de l'absència d'un membre de la banda que va marxar fa 37 anys és en el millor dels casos, és un menyspreu del patiment".

### Posició a les llistes
Basat en les descàrregues i les vendes dels seus dos primers dies, Billboard va predir que el senzill entraria a la llista del Regne Unit, que s'anunciaria el 15 d'abril, al número 5.

## Crèdits
- David Gilmour – guitarra, productor
- Nick Mason – bateria
- Andrí Khlivniuk – veus
- Guy Pratt – baix elèctric
- Nitin Sawhney – teclats
- Veryovka Ukrainian Folk Choir – cor